# Rolf Rettberg
Rolf Rettberg (* am 27. April 1951 in Bremen) ist ein deutscher Autor.

## Leben
Rolf Rettberg studierte Geschichte, Soziologie und Philosophie an der Universität Bremen und arbeitete nach Studienabschluss in den Bereichen Drogenforschung und -therapie. Er ist Autor zahlreicher Theater- und Musiktheaterstücke, u. a. des Musicals Hundertwasser (UA 2004), zu dem er die Buch- und Liedtexte verfasste. Er schrieb außerdem das Buch und die Liedtexte des Musicals Ludwig² von Konstantin Wecker.

## Auszeichnungen
- 1998 Stipendiat der Lion-Feuchtwanger-Villa in Los Angeles[1]
- 2000 Rom-Stipendium der Stadt Wien